# Nordmelanesisk gråfågel
Nordmelanesisk gråfågel (Coracina welchmani) är en fågel i familjen gråfåglar inom ordningen tättingar.

## Utbredning och systematik
Nordmelanesisk gråfågel förekommer i Salomonöarna och delas upp i fyra underarter:
- C. w. bougainvillei – på Bougainville
- C. w. kulambangrae – på Kolombangara
- C. w. welchmani – på Santa Isabel
- C. w. amadonis – på Guadalcanal

## Status
IUCN kategoriserar den som livskraftig.